# Ікона Божої Матері «Годувальниця»

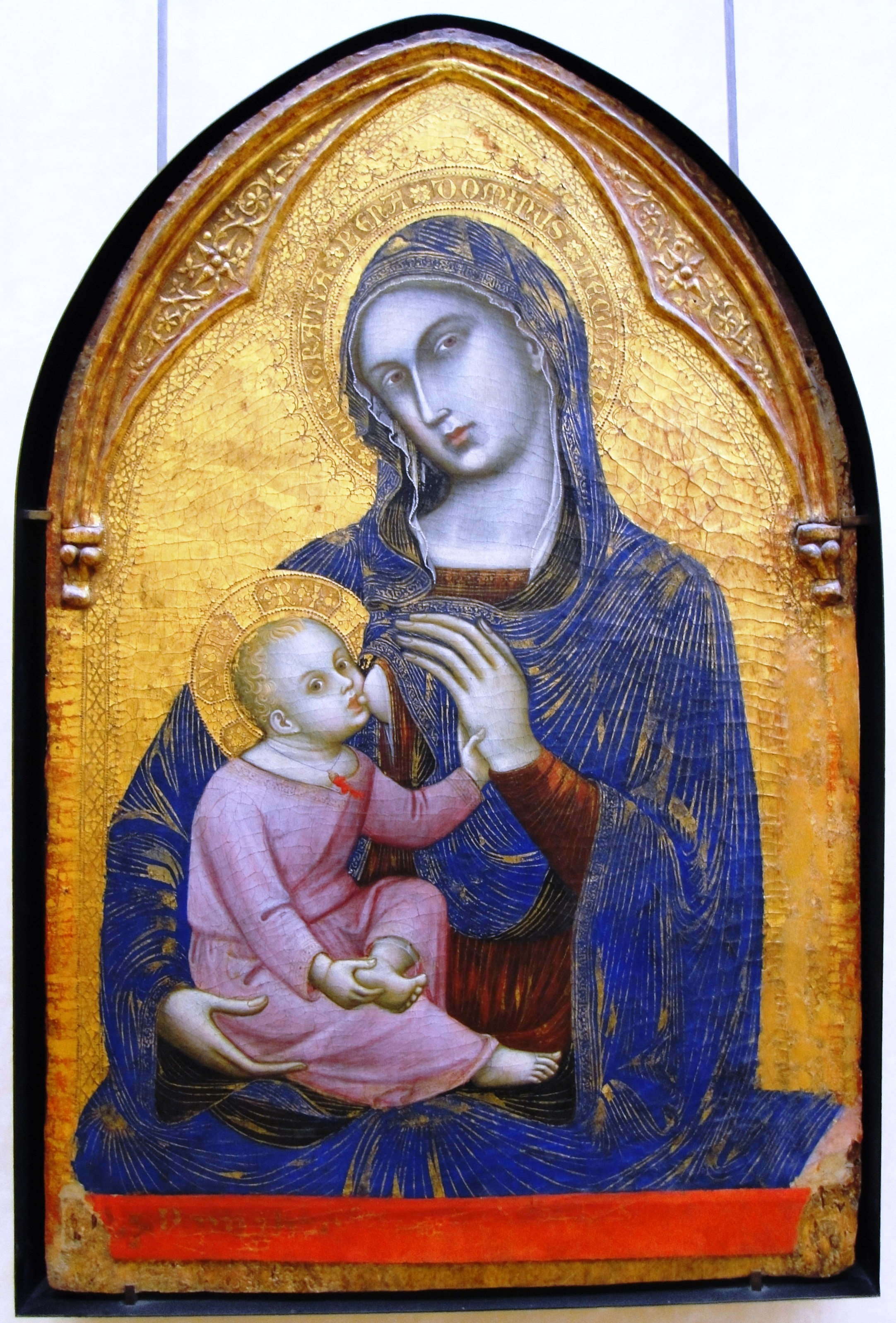
Барнаба да Модена. «Пресвята Діва з Дитям». Між 1370 і 1375 рр. Лувр, Париж

«Годувальниця» — ікона Божої Матері, яка годує маленкого Ісуса.

## Опис
Діва Марія зображена з оголеною груддю, якою годує маленького Ісуса.
Інколи Богородиця зображується в короні й з ангелами.
Мафорій може бути синім або зеленим — як символ земного походження Богородиці.
Позаду Діви Марії можуть бути сонце і місяць, зображення дорослого Ісуса або святих, зокрема Миколая Чудотворця, Івана Хрестителя та ін.
Нерідко на іконах із цим сюжетом маленький Ісус тримає рукою свою ніжку.

## Історія

### Виникнення і походження культу

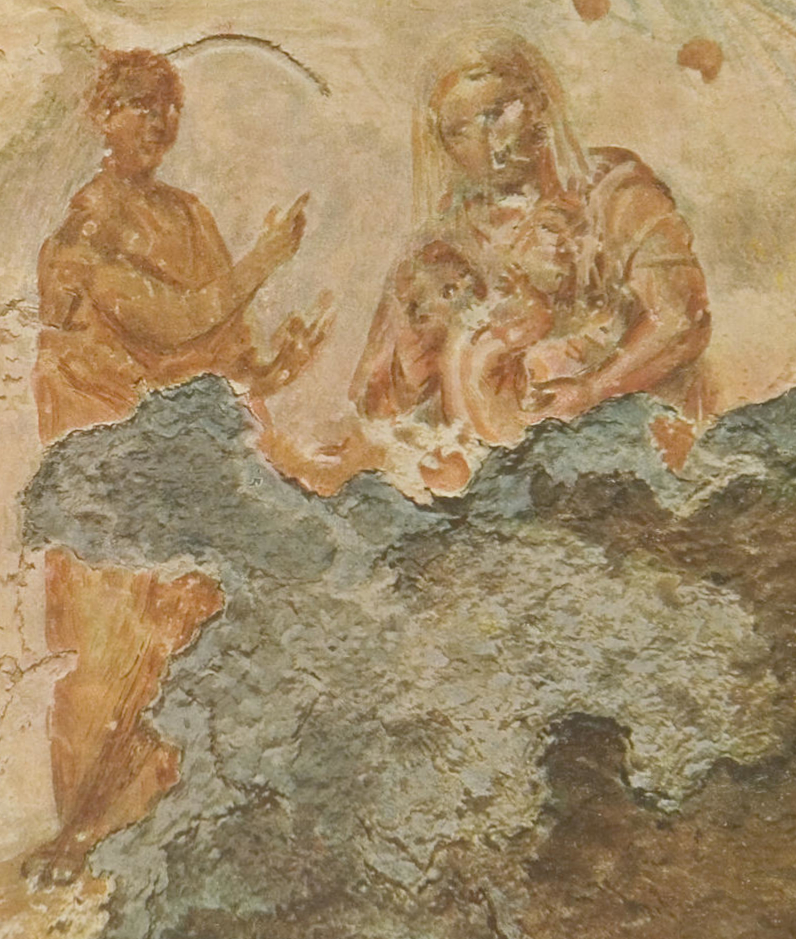
Найдавніше в світі зображення Пресвятої Діви — у вигляді годувальниці. Середина II ст. н. е. Рим, катакомби св. Прісцилли

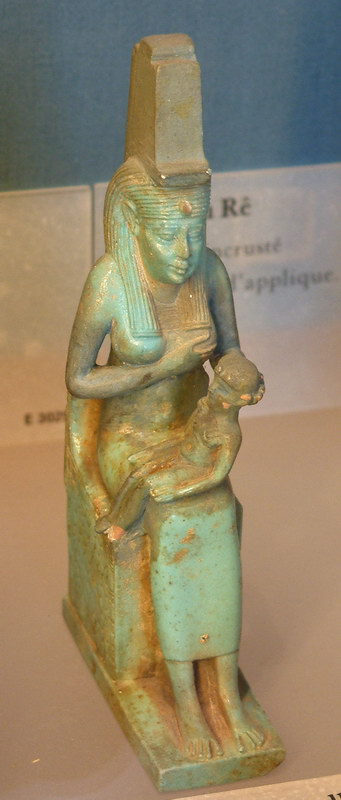
Давньоєгипетська статуетка богині Ісіди та її сина Гора. Лувр, Париж

Культ Богородиці «Годувальниці», мабуть, найстаріший з культів Пресвятої Діви у християнстві. Найдавніше зображення з цим сюжетом являє собою фреску в римських катакомбах св. Прісцилли (друга половина II ст. н. е.). Це водночас є найдавнішим відомим на сьогодні зображенням Діви Марії. Більш давнє, що являло собою сцену «Поклоніння волхвів», яке, за повідомленням відомого іконознавця і візантиста Никодима Кондакова, датувалося фахівцями початком II ст. н. е. і містилося в тих же катакомбах, не вдалося зберегти, але воно існувало ще на початку XX століття.
Особливо розвинувся культ Богородиці «Годувальниці» в Єгипті, де існувала і зараз існує Коптська церква. Фреска Богоматері, яка напуває маленького Ісуса молоком із грудей, збереглася на вцілілих стінах монастиря Святого Ієремії в Саккарі (V–Х ст.). Вона датована V—VII ст. — принаймні з'явилася до арабського завоювання Єгипта (640–641). Інша фреска, приблизно того ж періоду — на руїнах монастиря преподобного Аполлонія Єгипетського (або Фіваїдського) в Бауіті (IV–XI ст.).
Вважається, що єгипетські фрески Діви Марії «Годувальниці» фактично є «віддзеркаленням» мотиву давньоєгипетської богині Ісіди. Давні єгиптяни зображували богиню на троні з малим сином — богом Гором, котрого вона так само вигодовувала грудьми. Копти — прямі нащадки давніх єгиптян, тому не дивно, що Діву Марію вони зображали в той же самий спосіб. І хоча, як уже згадувалося, найдавніше зображення Діви Марії «Годувальниці» міститься в Римі, але, вважає Н. Кондаков, саме коптські зображення стали джерелом запозичень мотиву Богородиці «Годувальниці» на Заході. Головним чином — через південні Францію та Італію епохи Каролінгів.

### Західна традиція
Результатом такого запозичення можна вважати зображення «Годувальниці» на троні в оточенні двох фігур, вирізане на обкладинці зі слонової кістки відомого Євангелія з Меца, датованого IX ст.

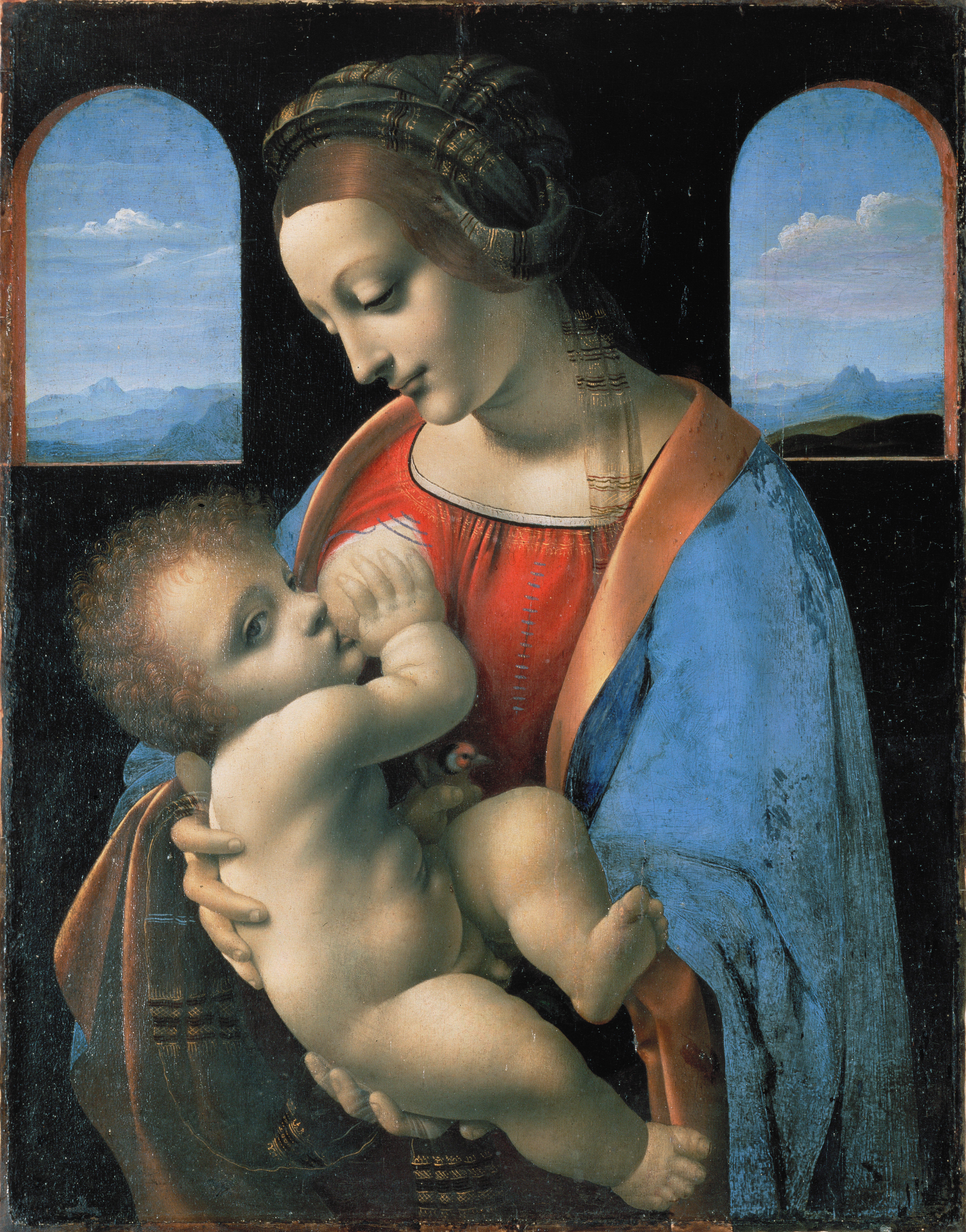
Леонардо да Вінчі. «Мадонна Літта». Бл. 1490 р. Ермітаж, Санкт-Петербург

Культ Богородиці «Годувальниці» був поширений у Італії. В лівому нефі базиліки Святого Івана Богослова міста Равенни зберігається мозаїчне зображення Діви Марії «Годувальниці» початку XIII століття. На початку — в першій половині XIV століття зображення Пресвятої Діви, яка годує груддю маленького Ісуса, можна було бачити в храмах Тоскани і Флоренції.
У першій половині 1370-х років майстер раннього Відродження Барнаба да Модена створив ікону Богородиці «Годувальниці» — саме з неї, до речі, широко запозичувалася манера зображати маленького Ісуса, який тримає рукою свою ніжку.
Найвідомішим у світі зображенням Діви Марії, яка годує груддю маленького Ісуса, є картина «Мадонна Літта» великого італійського митця і вченого Леонардо да Вінчі (1452–1519). В 1490–1491 роках він написав її для мерії Мілану.
Цікаво однак, що вже в VII столітті на Заході існував культ молока Пресвятої Діви. Давньою католицькою святинею є Молочна Печера (Milk Grotto) у Вифлеємі. За переказом, тут зупинялося Святе Сімейство під час втечі в Єгипет; у цьому місці Діва Марія годувала маленького Христа. В V столітті тут існував храм, на рештках якого зараз стоїть церква ордену францисканців.
Після прийняття Тридентським собором (1545–1563) римо-католицької церкви указу, який забороняв зображення голого тіла, випадки створення зображень Богородиці, яка годує Немовля, поступово зменшувалася, доки майже не припинилися. Тому культ Діви Марії «Годувальниці» на Заході, на відміну від православного Сходу, далі не розвинувся.

### Східна традиція
У візантійському сакральному мистецтві сюжет «Годувальниці» з'явився лише в XIV столітті в результаті запозичення з Заходу.

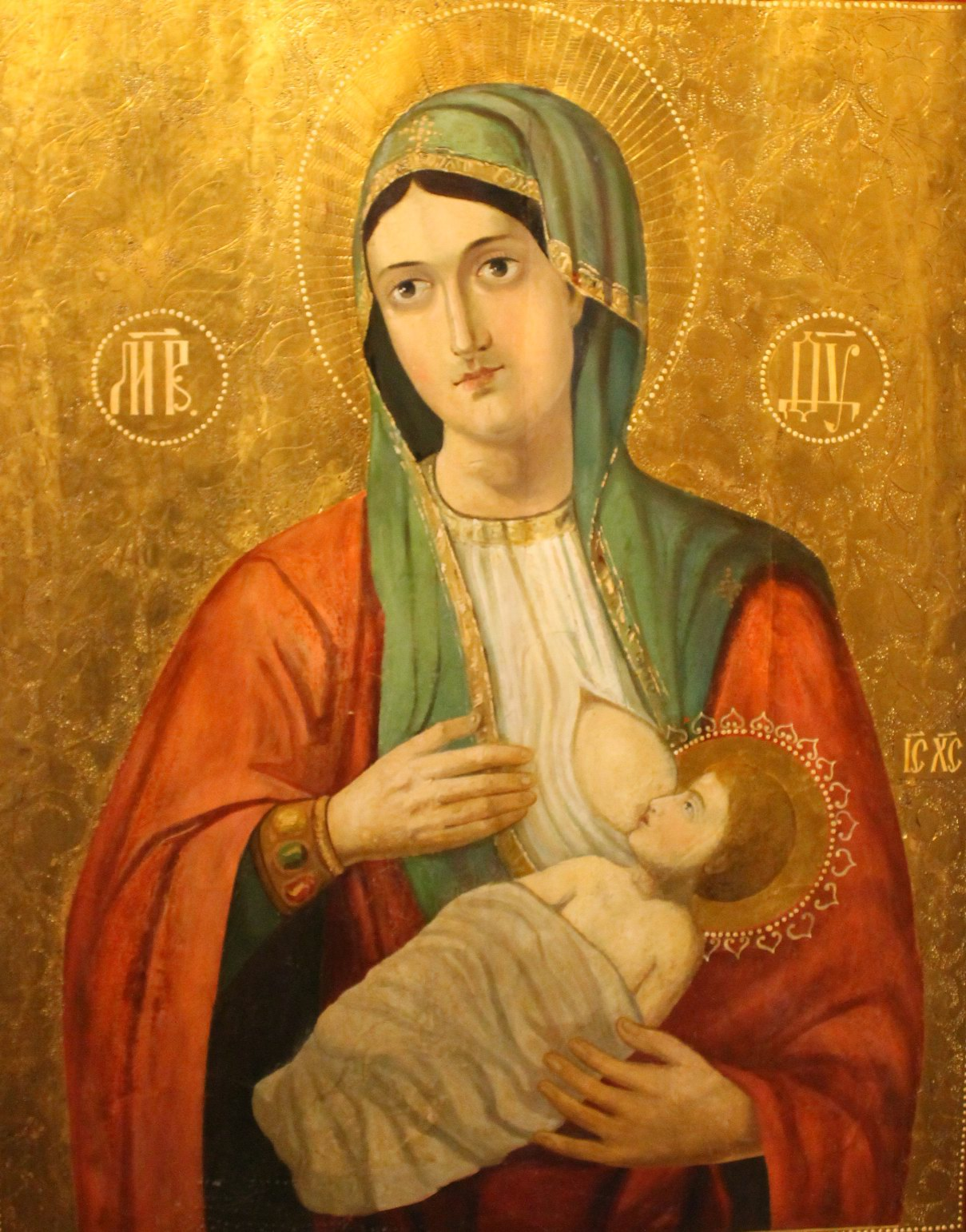
Богородиця «Млекопитательница». Кінець XIX — початок XX ст. Україна. Музей української домашньої ікони, «Замок Радомисль»

Існує однак і суто православна версія походження Богородиці «Годувальниці». Щоправда, вона не пояснює появи першозразку ікони і ґрунтується переважно на переказах. Згідно з цією версією, ікона Богородиця «Годувальниця» знаходилася вже в V столітті н. е. в Афоні і була передана преподобному Саві Освяченому (439—532). Він створив лавру під Єрусалимом, названу пізніше його ім'ям. За переказом, Сава Освячений перед смертю заповідав передати ікону паломнику царського походження одного з ним імені, який відвідає засновану ним лавру. Це сталося аж в XIII столітті. Паломником виявився єпископ Сава Сербський (1169–1236), син сербського великого князя Стефана Немані, відомий просвітитель. Разом з «Годувальницею» йому була передана ікона Богородиці «Троєручиці». На горі Афон Святий Сава заснував Хіландарський монастир. В ньому і зберігається донині той самий образ Богородиці «Годувальниці», який належав Саві Освяченому.
В Україні цей сюжет не отримав великого поширення в церквах, на відміну від Італії, Греції чи Сербії. Навіть у Росії ікони Богоматері «Годувальниці» мали більше поширення, щоправда, нерідко під іншою назвою — «Блаженне (або Благодатне) Чрево» (не плутати з іншою іконою з такою ж назвою, але іншим візуальним рядом; вшановується 8 січня).
Коли саме цей образ з'явився на наших землях, достеменно невідомо. Можливо, через контакти із західним світом через Польщу в часи Великого князівства Литовського і Речі Посполитої. Перекази згадують про появу ікони Богородиці «Годувальниці» неподалік Мінську в 1650 році, де був зведений згодом Свято-Успенський храм.

### Вшанування в Україні
Шанований список Богородиці «Годувальниці» кінця XIX ст. знаходиться в Одесі в Свято-Успенському чоловічому монастирі. Цій же іконі присвячений правий приділ одеського Іллінського храму.
Однак це скоріше винятки — в українських церквах, незалежно від конфесійної належності, ікони Діви Марії, яка годує свого Сина, зустрічалися рідко. Натомість — переважно в людських оселях. Ці ікони були і є популярні серед українських матерів.
До «Годувальниці» матері звертаються з проханням послати їм побільше молока, а також коли дитинку пора було відлучати від грудей. Молилися до «Годувальниці» також за здоров'я немовлят.
День ушанування ікони Богородиці «Годувальниці» — 12 січня.